# Garfield County (Washington)
Garfield County ist ein County im Bundesstaat Washington. Das U.S. Census Bureau hat bei der Volkszählung 2020 eine Einwohnerzahl von 2.286 ermittelt. Der Sitz der Countyverwaltung (County Seat) befindet sich in Pomeroy.

## Geographie
Das County hat eine Fläche von 1860 Quadratkilometern; davon sind 20 Quadratkilometer (1,06 Prozent) Wasserfläche.

## Geschichte
Das Garfield County wurde am 29. November 1881 aus Teilen des Columbia Countys gebildet. Benannt wurde es nach James A. Garfield, einem US-amerikanischen Politiker und 20. Präsident der Vereinigten Staaten.

## Demografische Daten

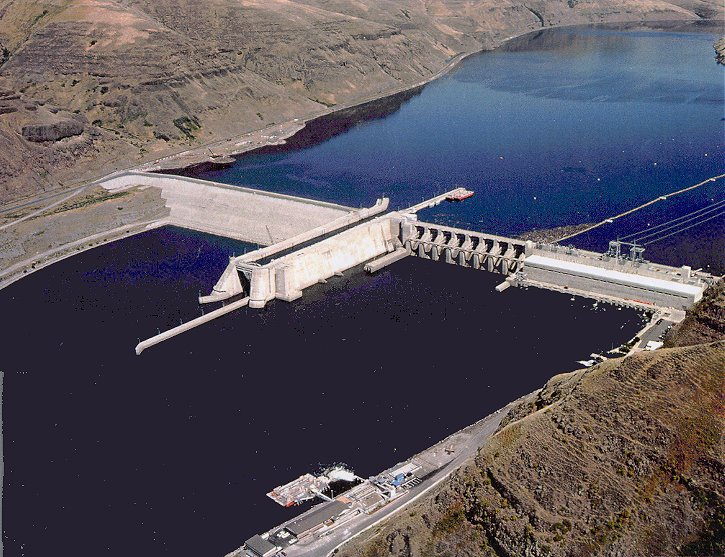
Der Lower Granite Dam am Snake River

Nach der Volkszählung im Jahr 2000 lebten im County 2.397 Menschen. Es gab 987 Haushalte und 670 Familien. Die Bevölkerungsdichte betrug 1 Einwohner pro Quadratkilometer. Ethnisch betrachtet setzte sich die Bevölkerung zusammen aus 96,45 % Weißen, 0,00 % Afroamerikanern, 0,38 % amerikanischen Ureinwohnern, 0,67 % Asiaten, 0,04 % Bewohnern aus dem pazifischen Inselraum und 1,38 % aus anderen ethnischen Gruppen; 1,08 % stammten von zwei oder mehr ethnischen Gruppen ab. 1,96 % der Bevölkerung waren spanischer oder lateinamerikanischer Abstammung.
Von den 987 Haushalten hatten 28,80 % Kinder und Jugendliche unter 18 Jahre, die bei ihnen lebten. 57,00 % waren verheiratete, zusammenlebende Paare, 6,70 % waren allein erziehende Mütter. 32,10 % waren keine Familien. 28,30 % waren Singlehaushalte und in 14,40 % lebten Menschen im Alter von 65 Jahren oder darüber. Die Durchschnittshaushaltsgröße betrug 2,39 und die durchschnittliche Familiengröße lag bei 2,93 Personen.
Auf das gesamte County bezogen setzte sich die Bevölkerung zusammen aus 25,90 % Einwohnern unter 18 Jahren, 5,40 % zwischen 18 und 24 Jahren, 21,90 % zwischen 25 und 44 Jahren, 25,90 % zwischen 45 und 64 Jahren und 20,90 % waren 65 Jahre alt oder darüber. Das Durchschnittsalter betrug 43 Jahre. Auf 100 weibliche Personen kamen 97,90 männliche Personen, auf 100 Frauen im Alter ab 18 Jahren kamen statistisch 93,80 Männer.
Das jährliche Durchschnittseinkommen eines Haushalts betrug 33.398 USD, das Durchschnittseinkommen der Familien betrug 41.645 USD. Männer hatten ein Durchschnittseinkommen von 33.313 USD, Frauen 22.132 USD. Das Prokopfeinkommen betrug 16.992 USD. 14,20 % der Bevölkerung und 12,00 % der Familien lebten unterhalb der Armutsgrenze. 17,10 % davon waren unter 18 Jahre und 10,20 % waren 65 Jahre oder älter.

## Orte
- Central Ferry
- Chard
- Dodge
- Gould City
- Houser
- Illia
- Kirby
- Mayview
- Pataha
- Peola
- Ping
- Pomeroy
- Rose Springs
- Stentz Spring
- Zumwalt